# Rくろにくる
『Rくろにくる』（アールくろにくる）は、原作：数多ヒロ、漫画：あづまゆきによる日本の漫画。『月刊コンプエース』（角川書店）において連載された。

## あらすじ
多少手先が器用な普通の少年であった桐原征爾は、幼い頃、自宅の隣にある空き屋敷で年上の少女と出会い、2度と入るなと忠告を受ける。
6年後、学校から自宅へ帰る途中、二人の少女が戦闘している現場を目撃する。その内の一人は、大人から子供へと変身した少女。そして、もう一人は6年前に出会った寡黙な少女であった。
寡黙な少女はその場から去り、征爾は訳もわからぬまま、とりあえずもう一人の変身少女を家へ連れていく。そこで変身少女の記憶が失われている事を知り、征爾は桐原蜜柑と名づけられた彼女を守る事を決意する。
その翌日、いつも通り学校へ通った征爾を待っていたのは、弓張静音と名乗った、あの寡黙な少女だった。

## 登場人物
桐原 征爾（きりはら せいじ）
主人公。手先が器用で、精密機械の修理に長けている。普通の日常を送っていたが、学校への帰宅途中、蜜柑と静音の戦闘に巻き込まれ、非日常の世界へと巻き込まれていく。
桐原 蜜柑（きりはら みかん）
大人へ変身する能力を持つ謎の少女。記憶喪失で、自らの名前すら思い出せなかった。「蜜柑」という名は、征爾の母と姉がつけた名前（姉の名前が「檸檬（レモン）」だから「蜜柑（ミカン）」という安直な発想）。謎の石を持っており、それを誰にも渡してはならないという思いだけ覚えている。現在は、桐原家で居候中。
本名はA170。戦闘形態（大人）へ変身すると怪力を発揮する。
弓張 静音（ゆみはり しずね）
幼少の征爾が桐原家の隣の空き屋敷で出会った謎の少女。6年経った現在も外見は全く変わらない。体を武器に変形させる事が出来、戦闘時には銀髪へと変わる。征爾のクラスへ転校生として現われる。無表情な少女。
E350曰くガーディアンなる存在らしい。
桐原 檸檬（きりはら れもん）
征爾の姉。
E350
蜜柑の前に現われた謎の少女。蜜柑ことA170の上司だったらしい。物を宙に浮かす超能力を持っており、戦闘形態の蜜柑を圧倒する。